# Lepidonotus angustus
Lepidonotus angustus är en ringmaskart som beskrevs av Addison Emery Verrill 1873. Lepidonotus angustus ingår i släktet Lepidonotus och familjen Polynoidae. Inga underarter finns listade i Catalogue of Life.